# 福田美術館
福田美術館（ふくだびじゅつかん）は、京都府京都市右京区にある私設美術館。
2019年10月1日オープン。福田吉孝の収集品を収蔵展示、運営は公益財団法人福田美術振興財団。

## 概要
2019年10月1日、京都市右京区の嵐山に開館。開館にあたってのコンセプトは「100年続く美術館」であり、「たとえ美術に詳しくない方が見ても、感動を覚えるような」作品を中心に集められた。コレクションは京都の実業家、アイフルの創業者、福田吉孝が美術館を設立する目的で約20年にわたって収集した、日本絵画を中心とした作品約2,000点であり、江戸時代の琳派や円山・四条派や近代の京都画壇の作品を多く所蔵している。主な所蔵品には俵屋宗達、円山応挙、与謝蕪村、伊藤若冲、葛飾北斎、横山大観、竹内栖鳳、上村松園、速水御舟､竹久夢二などの作家のものが挙げられる。
建築設計は東京工業大学教授の安田幸一が担当しており、美術館のデザインコンセプトは京町屋の要素を取り入れた和モダンで、展示室は蔵をイメージして設計された。
大堰川に面して設けられており、施設内のカフェ「パンとエスプレッソと福田美術館」からは渡月橋と嵐山が一望できる。
近隣の嵯峨嵐山文華館とは企画展の共同開催や、二館共通券の販売を行っている。

## 所蔵品
- 伊藤若冲「蕪に双鶏図」「群鶏図押絵貼屏風」「柳に鶏図」
- 長沢芦雪「大黒天図」
- 与謝蕪村 「猛虎飛瀑図」「茶筵酒宴図屏風」
- 葛飾北斎「大天狗図」「端午の節句図」「墨堤三美人図」
- 松尾芭蕉「野ざらし紀行図巻」
- 上村松園「長夜」「美人観月」
- 竹内栖鳳「猛虎」「金獅図」
- 木島櫻谷「駅路之春」
- 竹久夢二「長崎十二景」「女十題」「青春譜」

## 指定文化財

### 重要文化財
- 渡辺崋山[4]「于公高門図」
- 深江芦舟[4]「草花図屏風」

## 利用案内
- 開館時間：10：00～17：00（最終入館16:30）
- 休館日：展示替え期間、年末年始
- 入館料：一般・大学生：1,500円、高校生：900円、小中学生：500円